# Elena Moskaleva
Elena Moskaleva (n. 12 noiembrie 1957, Krasnoarmeisk, RSFS Rusă, URSS) este un artist vizual rus specializat în iluzii optice.

## Biografie
Elena Moskaleva a studiat arta încă din fragedă copilărie: mai întâi într-o școală de artă din localitatea sa natală, apoi în Moscova, la Colegiul Academic de Arte Plastice la clasa d-nei Matilda Bulgakova. După absolvire, în 1978, Elena și-a început activitatea de pictor.
Elena este membru al Uniunii Artiștilor din Moscova  din anul 1998 și al Federației Internaționale a Artiștilor (IFA) UNESCO.
Elena participă frecvent la marile expoziții de artă plastică din Moscova, dar a participat și la expoziții de nivel mondial, notabilă fiind cea din Davos din anul 1990.

## Activitate
Elena Moskaleva este unul dintre puținii plasticieni ruși care abordează în mod special iluzia optică. Picturile sale au fost prezentate într-un număr notabil de albume dedicate iluziilor optice din arta plastică, alături de alți artiști precum Octavio Ocampo (Mexic), Michael Cheval (USA), Oleg Shuplyak (Ucraina) Rafal Olbinski (Polonia), Liu Bolin (China), István Orosz (Ungaria).
Majoritatea iluziilor optice din sfera artei plastice clasice folosesc cu precădere peisajele. Criticii au evidențiat că aceste imagini duble sunt bine ascunse: „Îi place să realizeze opere de artă în pastel. Să vedem dacă ai ochi suficient de ageri pentru a descoperi portretele ascunse din pictura sa”.  Detaliile picturilor sunt, de asemenea, realizate în mod inteligent: „Elena este genul de artist care se joacă minunat cu detaliile. Acest aspect dovedește cu certitudine că avem de a face nu doar cu o simplă pictura peisagistică.”  Gabriel Todică apreciază că Elena Moscaleva se inspiră din natură și construiește „o imagine suprarealistă caldă și idilică”. 
Lucrările Elenei Moskaleva sunt prezente în mai multe muzee, precum și în colecții private precum cele ale lui Brian Eno, Amjad Ali Khan, Eduard Sagalaev, Ted Hartley și Dina Merrill.